# Batalla de Narva (1704)

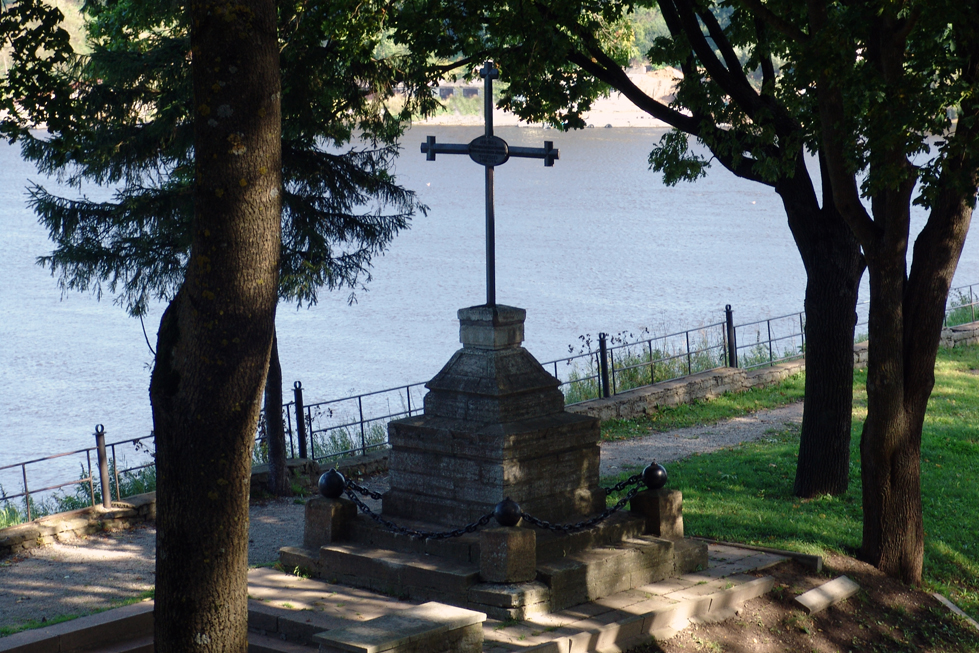
Memorial a Narva

La batalla de Narva fou el segon setge del rus de la ciutat sueca de Narva durant la Gran Guerra del Nord, resultant la captura de la ciutat per part de Rússia el 9 d'agost de 1704 i la subsegüent massacre de tots els habitants suecs. Quatre anys després de la primera batalla de Narva, el Tsar Pere I de Rússia intentà una altra vegada la captura de Narva. Pere marxà amb 45.000 homes. La guarnició de Narva estava encapçalada pel Comandant Major-General Henning Rudolf Horn af Ranzien, i constava de 3.800 infants i 1.300 genets. Els russos feren un atac per tres fronts i després d'una llarga batalla prengueren Narva. El general Horn, uns quants oficials i un gran nombre de soldats suecs foren capturats, tenint 3.200 baixes aproximadament. Els russos, encara que venceren, patiren grans pèrdues - 13.000 homes durant el setge i l'atac final.